# Corani Pampa
Corani Pampa es una localidad de Bolivia, perteneciente al municipio de Villa Tunari, ubicado en la provincia de Chapare del departamento de Cochabamba.

## Geografía
En cuanto a distancia, se encuentra a 89 km de la ciudad de Cochabamba, la capital departamental, y está situada a 2.336 metros sobre el nivel del mar.

## Demografía
Según el último censo de 2012 realizado por el Instituto Nacional de Estadística de Bolivia (INE), la localidad cuenta con una población de 1003 habitantes.

### Población de Corani Pampa
| Año  | Población | Fuente                  |
| ---- | --------- | ----------------------- |
| 1992 | 267       | Censo boliviano de 1992 |
| 2001 | 422       | Censo boliviano de 2001 |
| 2012 | 708       | Censo boliviano de 2012 |

## Educación
Corani Pampa cuenta con dos instituciones educativas:
1. U.E. Corani Pampa
2. Colegio Corani Pampa